# 塞梅尼夫卡區

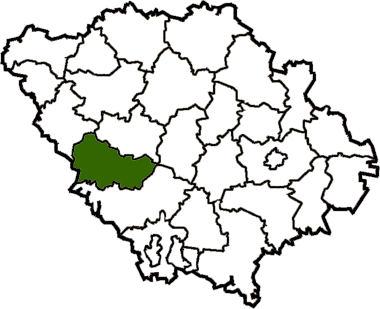
塞梅尼夫卡區在波爾塔瓦州的位置

塞梅尼夫卡區（烏克蘭語：Семенівський район）是位於烏克蘭中部波爾塔瓦州的舊區，行政中心設於塞梅尼夫卡，並於2020年被撤銷。該區面積1,300平方公里，2015年人口25,803，人口密度每平方公里19.85人。